# Болецкий, Константин Богуславович
Константи́н Богусла́вович Боле́цкий (10 (22) августа 1881 — 5 декабря 1925) — Генерального штаба подполковник Русской императорской армии, участник Первой мировой войны. В 1918 году — войсковой старшина армии Украинской державы, в 1922—1925 годах — офицер армии Литовской республики.

## Биография
Из дворян Ковенской губернии, уроженец Новгородской губернии. Родился в многодетной семье русского офицера Богуслава Андреевича Болецкого, дослужившегося до чина полковника. Родные братья — офицеры Евгений Богуславович Болецкий и Эдмунд Богуславович Болецкий.
Вероисповедания — евангелическо-реформатского.
Воспитывался в Оренбургском Неплюевском кадетском корпусе. По окончании курса наук в кадетском корпусе, 31 августа 1900 года был принят юнкером рядового звания в Константиновское артиллерийское училище (Санкт-Петербург).
Окончив три класса Константиновского артиллерийского училища по 1-му разряду, в августе 1903 года был произведен в подпоручики, с зачислением по полевой пешей артиллерии и с прикомандированием к Гвардейскому стрелковому артиллерийскому дивизиону. В августе 1904 года переведен в Гвардейский стрелковый артиллерийский дивизион подпоручиком, с зачислением по гвардейской пешей артиллерии.
В декабре 1906 года произведен в поручики гвардии, в декабре 1910 года — в штабс-капитаны гвардии.
С осени 1909 по май 1912 года обучался в Санкт-Петербурге, в Императорской Николаевской военной академии, два класса и дополнительный курс которой окончил по 1-му разряду. Был причислен к Генеральному штабу.
В 1913 году, для прохождения цензового командования ротой, прикомандирован на один год ко 2-му Финляндскому стрелковому полку (город Гельсингфорс), с оставлением в списках Лейб-гвардии Стрелкового артиллерийского дивизиона (бывшего переименованного Гвардейского стрелкового артиллерийского дивизиона). С 10.10.1913 командовал 5-й ротой полка. Был женат, имел сына 1908 года рождения.
Участник Первой мировой войны. В начале войны назначен врид старшего адъютанта штаба 48-й пехотной дивизии, — Высочайшим приказом от 16.11.1914 был переведен в Генеральный штаб, с назначением на эту же должность. В ходе Галицийской битвы, командуя подразделениями дивизии, особо отличился в бою 26 августа 1914 года, за что впоследствии был награждён Георгиевским оружием. В конце 1914 года произведен в Генерального штаба капитаны.
В декабре 1915 года назначен исправляющим должность помощника старшего адъютанта отдела генерал-квартирмейстера штаба 3-й армии; с февраля 1916 года — исправляющий должность старшего адъютанта того же отдела. В августе 1916 года произведен в Генерального штаба подполковники, с утверждением в занимаемой должности.
В сентябре 1917 года Константин Болецкий был назначен штаб-офицером для делопроизводства и поручений Управления генерал-квартирмейстера при Верховном Главнокомандующем.
После Октябрьской 1917 года революции в Петрограде и захвата Ставки Верховного Главнокомандующего большевиками, опасаясь репрессий, прибыл в Киев, в столицу провозглашённой Украинской народной республики.
С 17 декабря 1917 года состоял в распоряжении начальника штаба армий Украинского фронта (армий бывших Юго-Западного и Румынского фронтов). С 9 февраля по 1 марта 1918 года — начальник штаба Отдельного Запорожского отряда генерала Присовского войск  украинской Центральной Рады.
С 19 июля 1918 года — старший помощник начальника организационного отдела Управления военных сообщений Главного штаба армии Украинской державы. На 21.11.1918 — в той же должности в чине войскового старшины. После падения режима гетмана Скоропадского уехал в Одессу, занятую белогвардейцами.
В начале 1919 года числился при штабе русской Добровольческой армии в Одессе. В апреле 1919 года, в ходе эвакуации французских войск из Одессы, эмигрировал в Турцию.
В 1921 году перебрался в Литву. 22 апреля 1921 года поступил вольнонаёмным сотрудником в комиссию проектов при Министерстве охраны края Литвы. В июле 1921 года был принят на службу в военно-научный отдел, одновременно исполняя должность заведующего учебной частью военных наук; в мае 1922 года зачислен на военную службу.
5 декабря 1925 года скоропостижно скончался во время проведения занятий по тактике. Похоронен в Каунасе.

## Награды
- Орден Святого Станислава 3-й степени (ВП от 19.05.1912), — за отличные успехи в науках
- Медаль «В память 300-летия царствования Дома Романовых» (1913)
- Орден Святой Анны 3-й степени с мечами и бантом (2-е дополнение к ВП от 01.02.1915)
- Георгиевское оружие (26.11.1914; утв. ВП от 24.02.1915), — …за то, что в бою 26-го августа 1914 года у с. Горожана Велька, исполняя должность старшего адъютанта штаба дивизии и заметив, после перехода противника в наступление в охват нашего левого фланга, что, вследствие отхода нескольких рот, на нашем левом фланге образовался разрыв, по собственной инициативе, бросившись вперед, остановил отходивших нижних чинов, ободрил их и, собрав около роты, перешел в энергичное наступление в направлении на д. Рубаки, чем и был заполнен прорыв в нашем боевом порядке.[12]
- Орден Святого Владимира 4-й степени с мечами и бантом (ВП от 19.06.1915)
  - Мечи и бант к ордену Святого Станислава 3-й степени (???; утв. ВП от 28.12.1915)
- Орден Святого Станислава 2-й степени с мечами  (ВП от 19.04.1916, страница 40)
- Орден Святой Анны 2-й степени с мечами (ВП от 19.04.1916, страница 37)